# Недопесок Наполеон III
«Недопесок Наполеон III» (рос. «Недопёсок Наполеон III») — радянський художній фільм режисера Едуарда Бочарова за повістю  Юрія Коваля «Недопесок». Знятий на  Кіностудії ім. М. Горького у 1978 році.

## Сюжет
Зі звіроферми «Мшага» втік цінний песець-недопесок на прізвисько Наполеон III. Через деякий час він з'явився в селі Ковилкіно. Завдяки зусиллям школярки Віри Мерінової і маленького Альошки звір був врятований і переданий підоспілим працівникам розплідника.
До розмови з директором звіроферми хлопці не хотіли віддавати песця, з якого, на їхню думку, повинні були зробити шапку. Федір Єрофійович переконав їх, що у працівників ферми є надія отримати за допомогою цього звіра унікальної краси нову селекційну гілку і генетичну лінію, а якщо пощастить, то й нову породу.
Вірі Меріновій директор запропонував очолити гурток юних звіроводів, який він зобов'язався організувати на своєму підприємстві.

## У ролях
- Максим Сидоров —  дошкільник, Альошка Серпокрилов
- Анна Золотарьова —  шкодярка, Віра Мерінова
- Дмитро Івановський —  Вітька Бєлов
- Валерій Феофанов —  Бикодоров
- Вадим Захарченко —  Серпокрилов-батько, директор школи
- Микола Сморчков —  Федір Єрофійович Некрасов, директор звіроферми
- Данило Нетребін —  батько Віри Мерінової
- Світлана Світлична —  мати Віри Мерінової
- Валентина Ананьїна —  вчителька фізкультури
- Людмила Іванова —  Парасковія
- Олександр Январьов —  дядько Михайло, браконьєр
- Марія Виноградова —  шкільна технічка
- Едуард Бочаров —  Карасьов, сільський чаклун
- Майя Булгакова —  продавчиня сільмагу
- Галина Булкіна —  дружина Некрасова
- Валентина Березуцька —  завуч школи
- Артем Карапетян —  вчитель малювання
- Ольга Григор'єва —  жінка в магазині
- Павло Винник —  працівник звіроферми
- Олена Вольська —  працівниця звіроферми
- Маргарита Жарова —  працівниця звіроферми
- Валентин Брилєєв —  працівник звіроферми

## Знімальна група
- Автор сценарію: Едуард Бочаров,  Юрій Коваль
- Режисер-постановник: Едуард Бочаров
- Оператор-постановник: Христофор Тріандафілов
- Композитор: Борис Карамишев
- Художник-постановник: Ігор Бахметьєв